# 윌리엄 P. 고틀립
윌리엄 폴 고틀립(William Paul Gottlieb, 1917년 1월 28일~2006년 4월 23일)은 미국의 사진작가이자 신문 칼럼니스트이다. 1930년대와 1940년대 미국 재즈 황금기를 이끈 주요 연주자들을 촬영한 고전적 사진(classic photographs)으로 유명하다. 고틀립의 사진은 1930년~1940년대 재즈 시대를 촬영한 사진 중 가장 잘 알려지고 여러번 재생산된 이미지 중 하나이다.
고틀립은 수백 명의 저명한 재즈 음악가와 유명인사들의 사진을 찍었는데, 주로 뉴욕의 유명한 재즈 클럽에서 연주하거나 노래하는 모습을 찍었다. 그는 루이 암스트롱, 듀크 엘링턴, 찰리 파커, 빌리 홀리데이, 디지 길레스피, 얼 하인즈, 조 스태퍼드, 셀로니어스 몽크, 스탄 켄튼, 레이 매킨리, 베니 굿먼, 콜먼 호킨스, 루이스 조던, 엘라 피츠제럴드, 투츠 틸레망, 캡 캘러웨이, 베니 카터 등 많은 유명 뮤지션들을 촬영했다. 고틀립의 요청에 따라 그가 쵤영한 사진들은 2010년 퍼블릭 도메인에 등록되었으며 그 중 많은 사진이 위키백과 및 기타 퍼블릭 도메인 또는 자유롭게 라이선스된 장소에서 사용되고 있다.

## 생애

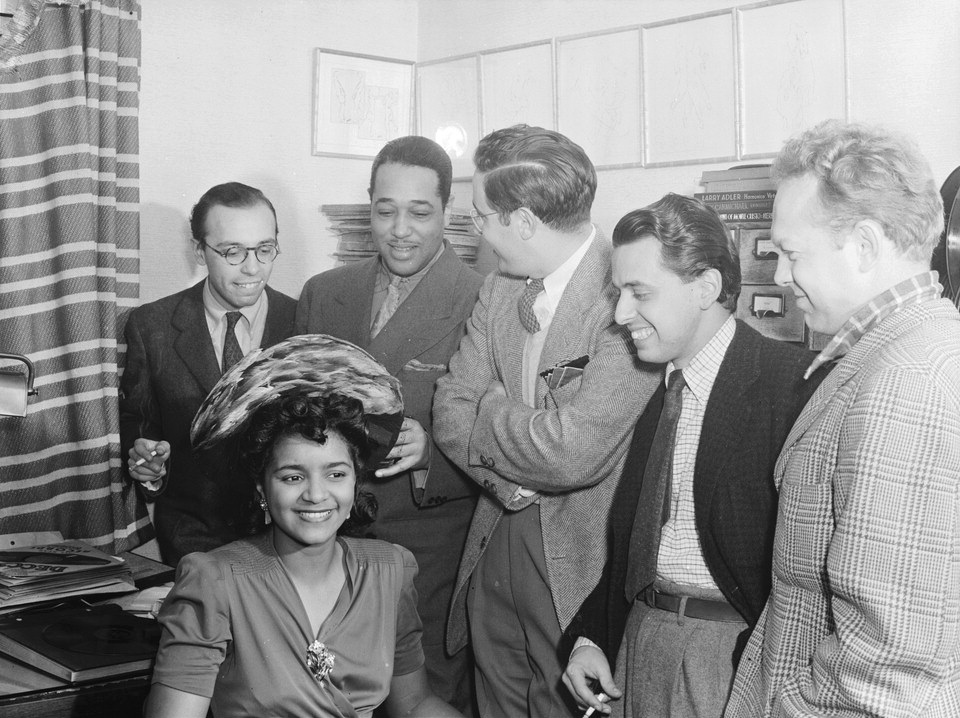
1941년, 메릴랜드주에 있는 고틀립의 집에서 그의 아내 델리아 포토프스키 고틀립이 촬영한 아흐메트 에르테군, 듀크 엘링턴, 윌리엄 P. 고틀립, 네수히 에르테군, 데이브 스튜어트, 가수 아이비 앤더슨

고틀립은 1917년 1월 28일 브루클린의 캐나시에서 태어났고, 뉴저지주 바운드 브룩에서 자랐다. 그의 아버지는 건설 및 목재 사업을 했다. 그는 1938년 펜실베이니아주 베슬리헴에 있는 리하이 대학교에서 경제학 학위를 땄다. 고틀립은 리하이 대학교에 다니면서 주간 캠퍼스 신문에 기사를 썼으며 《리하이 리뷰》(The Lehigh Review)의 편집장을 맡았다. 그는 대학 마지막 해에 《워싱턴 포스트》에 주간 재즈 칼럼을 쓰기 시작했다. 고틀립은 《워싱턴 포스트》에 글을 쓰면서 메릴랜드주 볼티모어 남서쪽의 칼리지파크에 있는 메릴랜드 대학교에서 경제학을 가르쳤다. 고틀립은 칼럼을 쓰기 위해 재즈 클럽을 방문할 때 필요한 섭외된 사진작가에 대한 비용을 《워싱턴 포스트》가 지불하지 않겠다고 하자, 프레스 카메라를 빌려 사진을 직접 찍기 시작했다.
고틀립은 1943년 육군 항공단에 징집되어 사진 및 분류 책임자로 근무했다. 제2차 세계대전 이후, 고틀립은 저널리즘 분야에서의 경력을 쌓기 위해 뉴욕으로 이주했다. 그는 《다운비트》 잡지의 작가 겸 사진작가로 일했으며 그의 작품은 《레코드 체인저》, 《새터데이 리뷰》, 《콜리어스》에 자주 게재되었다. 1948년, 고틀립은 아내 델리아와 아이들과 더 많은 시간을 보내기 위해 재즈 저널리즘에서 은퇴했다. 그는 《다운비트》에서 나온 후 교육용 필름 스트립 회사인 커리큘럼 필름스(Curriculum Films)에서 일하기 시작했다. 그는 후에 맥그로 힐에 인수된 자신의 필름 스트립 회사를 설립했다. 그의 필름 스트립 중 다수는 캐나다 영화 위원회와 교육 영화 사서 협회로부터 상을 받기도 했다. 그는 또한 《사계》, 《호랑이 의 모험》, 《슈퍼독 래디》 등 여러 골든북을 포함한 아동 도서를 쓰고 그림을 그렸으며 《믿기지 않을 과학적 사실》, 《우주 비행》 등 교육용 서적을 쓰기도 했다.

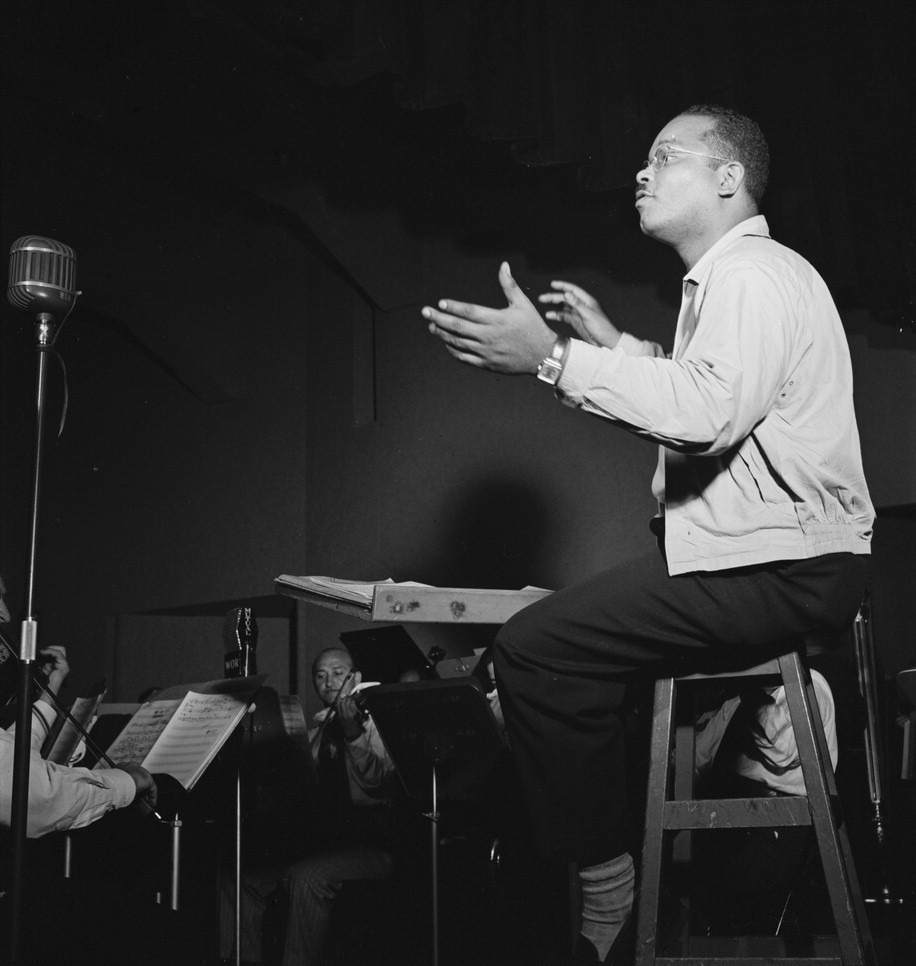
고틀립이 1946년 9월 뉴욕에서 촬영한 사이 올리버

고틀립은 사진 작가로서의 경력 외에도 아마추어 테니스를 즐겨했다. 그와 그의 아들 스티븐은 종종 동부 해안에서 아버지와 아들로 구성된 팀 중 1위를 하기도 했으며, 미국에서 두 번이나 상위 10위 팀에 들기도 했다.
고틀립은 러시아계 미국인 노동조합원인 제이콥 포토프스키의 딸 델리아 포토프스키와 결혼했으며 바바라, 스티븐, 리처드, 에드워드 총 네 자녀를 두었다. 윌리엄은 2006년 4월 23일 뉴욕 그레이트넥에서 뇌졸중으로 인한 합병증으로 사망했다.